# Uellendahler Brunnen
Uellendahler Brunnen ist eine Ortslage im Norden der bergischen Großstadt Wuppertal.

## Lage und Beschreibung
Die Ortslage befindet sich im Osten des Wohnquartiers Uellendahl-Ost im Stadtbezirk Uellendahl-Katernberg am Mirker Bach auf einer Höhe von 232 m ü. NHN an der heutigen Uellendahler Straße bei der Einmündung der Straße Lante. Der Name Uellendahler Brunnen ist heute in Form der Benennung einer Bushaltestelle geläufig, die Gebäude des ursprünglichen Wohnplatzes westlich der Uellendahler Straße wurden bis Ende des 20. Jahrhunderts abgetragen.
Benachbarte Ortslage sind Lante, Lockfinke, Hohenhagen, Raukamp, Am Hartkopfshäuschen, Am Deckershäuschen, Am Hammerkloth, Am Hundsbusch, Hagebeck und Hatzfeld.
Ein Teich im Nahbereich wird heute als Am Uellendahler Brunnen bezeichnet.

## Etymologie und Geschichte
Namensgebend für den Wohnplatz war eine 1771 angeblich beim Erzschürfen gefundene Heilquelle, die nach ihrem Besitzer auch Eichholz-Brunnen genannt wurde. Bereits in den 1780er Jahren wurde der Kurbetrieb aufgegeben, da Heilerfolge ausblieben.
Im 19. Jahrhundert gehörte Uellendahler Brunnen zur Uellendahler Rotte der Oberbürgermeisterei Elberfeld. Der Ort ist auf der Preußischen Uraufnahme von 1843 unbeschriftet und auf dem Wuppertaler Stadtplan von 1930 als Uellendahler Brunneh eingezeichnet.
Der laut der Statistik und Topographie des Regierungsbezirks Düsseldorf 1832 als Ackergut und Handwerkerwohnung kategorisierte Ort wurde als Am Uellenthaler Brunnen bezeichnet und besaß zu dieser Zeit zwei Wohnhäuser und vier landwirtschaftliche Gebäude. Zu dieser Zeit lebten 26 Einwohner im Ort, alle evangelischen Glaubens.
Der Ort befand sich bis 1929 an der Stadtgrenze zwischen den beiden Großstädten Elberfeld und Barmen, nach deren Vereinigung zu Wuppertal an der Stadtteilgrenze.
Am Ort zweigte die Dönberger Straße von der Uellendahler Straße ab. Auf dieser Straße verlief bis zur Stilllegung am 31. Juli 1970 die Straßenbahn von Elberfeld nach Dönberg. In den 1970er Jahren wurde die Einmündung der Dönberger Straße mehrere hundert Meter nach Süden verlegt und die ursprüngliche Straßenführung in einen Fußweg umgewandelt.